# Canadian Championship 2017
Die Canadian Championship 2017 (offiziell: 2017 Amway Canadian Championship) war ein Fußballturnier, welches von der Canadian Soccer Association organisiert wurde. Die Austragung fand im Mai und Juni 2017 statt. Der Sieger des Wettbewerbs sollte auf den Toronto FC, Titelträger des letzten Jahres, treffen, um die Ermittlung des kanadischen Teilnehmers an der CONCACAF Champions League 2018 auszuspielen. Da Toronto beide Wettbewerbe gewann, entfiel die Notwendigkeit einer weiteren Partie.
Das Teilnehmerfeld bestand aus den am professionellen Spielbetrieb in Nordamerika teilnehmenden kanadischen Vereinen FC Toronto, Vancouver Whitecaps und Montreal Impact aus der Major League Soccer, dem FC Edmonton aus der North American Soccer League, sowie Ottawa Fury aus United Soccer League.
Das Turnier wurde im K.-o.-Modus mit Halbfinale und Finale ausgetragen. Dabei wurden drei der Halbfinalplätze an die Teams aus der MLS vergeben. Der vierte Halbfinalplatz wurde in einem Qualifikationsspiel zwischen Ottawa Fury und dem FC Edmonton ausgespielt. Die Begegnungen wurden als Hin- und Rückspiel ausgetragen, dabei hatte das besser gesetzte Team im Rückspiel Heimrecht bzw. konnte im Finale wählen, in welcher der beiden Partien es das Heimrecht ausübt.

## Qualifikationsrunde
| 3. Mai 2017 19:30 (EDT) | Ottawa Fury                         | 1:0     | FC Edmonton            | TD Place Stadium, Ottawa Zuschauer: 2.567 Schiedsrichter: Juan Marquez |
| 3. Mai 2017 19:30 (EDT) | Edward 19′ Duba 70′ R. Williams 89′ | Bericht | Sansara 19′ Shiels 37′ | TD Place Stadium, Ottawa Zuschauer: 2.567 Schiedsrichter: Juan Marquez |

| 10. Mai 2017 19:00 (MDT) | FC Edmonton                                                 | 2:3     | Ottawa Fury                                        | Clarke Stadium, Edmonton Zuschauer: 2.591 Schiedsrichter: David Barrie |
| 10. Mai 2017 19:00 (MDT) | Keegan 30′ Zebie 52′ Nyassi 61′ Diakité 62′, 67′ Ameobi 74′ | Bericht | Seoane 1′ Duba 37′ (Strafstoß), 90+4′ McEleney 87′ | Clarke Stadium, Edmonton Zuschauer: 2.591 Schiedsrichter: David Barrie |

## Halbfinale
| 23. Mai 2017 19:00 (PDT) | Vancouver Whitecaps     | 2:1     | Montreal Impact           | BC Place, Vancouver Zuschauer: 16.831 Schiedsrichter: Drew Fischer |
| 23. Mai 2017 19:00 (PDT) | Davies 13′ Mezquida 33′ | Bericht | Choinière 62′ Bernier 73' | BC Place, Vancouver Zuschauer: 16.831 Schiedsrichter: Drew Fischer |

| 30. Mai 2017 19:30 (EDT) | Montreal Impact                                                                                           | 4:2     | Vancouver Whitecaps             | Stade Saputo, Montreal Zuschauer: 15.213 Schiedsrichter: David Barrie |
| 30. Mai 2017 19:30 (EDT) | Piatti 20′ (Strafstoß), 28′ (Strafstoß) Džemaili 38′ Donadel 43′ Jackson-Hamel 61′ Duvall 80′ Ciman 90+3′ | Bericht | Richey 19′ Davies 59′ Greig 77′ | Stade Saputo, Montreal Zuschauer: 15.213 Schiedsrichter: David Barrie |

| 23. Mai 2017 19:00 (EDT) | Ottawa Fury                                 | 2:1     | FC Toronto                                 | TD Place Stadium, Ottawa Zuschauer: 7.611 Schiedsrichter: Pierre-Luc Lauzière |
| 23. Mai 2017 19:00 (EDT) | R. Williams 57′ (Strafstoß) Seoane 72′, 78′ | Bericht | Cheyrou 35′ Taintor 56′ Edwards 86′, 90+2' | TD Place Stadium, Ottawa Zuschauer: 7.611 Schiedsrichter: Pierre-Luc Lauzière |

| 31. Mai 2017 19:00 (EDT) | FC Toronto                                               | 4:0     | Ottawa Fury | BMO Field, Toronto Zuschauer: 15.175 Schiedsrichter: Geoff Gamble |
| 31. Mai 2017 19:00 (EDT) | Edward 41′ (Eigentor) Endoh 42′ Delgado 80′ Giovinco 85′ | Bericht |             | BMO Field, Toronto Zuschauer: 15.175 Schiedsrichter: Geoff Gamble |

## Finale
| 21. Juni 2017 19:30 (EDT) | Montreal Impact                                            | 1:1     | FC Toronto                                           | Stade Saputo, Montreal Zuschauer: 14.329 Schiedsrichter: Silviu Petrescu |
| 21. Juni 2017 19:30 (EDT) | Mancosu 19′ Duvall 32′ Piatti 55' Donadel 84′ Džemaili 90′ | Bericht | Altidore 30′ Hamilton 45+2′ Zavaleta 64′ Mavinga 89′ | Stade Saputo, Montreal Zuschauer: 14.329 Schiedsrichter: Silviu Petrescu |

| 27. Juni 2017 19:30 (EDT) | FC Toronto                        | 2:1     | Montreal Impact                       | BMO Field, Toronto Zuschauer: 26.539 Schiedsrichter: David Gantar |
| 27. Juni 2017 19:30 (EDT) | Giovinco 53′, 90+5′ Edwards 90+6′ | Bericht | Tabla 36′ Bernardello 59′ Bernier 89′ | BMO Field, Toronto Zuschauer: 26.539 Schiedsrichter: David Gantar |